# Otún-tó
Az Otún-tó (spanyolul Laguna del Otún) egy tó Kolumbiában, Risaralda megyében, az Andok hegyei között.

## Földrajz
A tó Kolumbia középső részén, Risaralda megye délkeleti részén, az Andok hegyláncai között, mintegy 3920 méteres tengerszint feletti magasságban található a Los Nevados Nemzeti Parkban. Vize, amely jórészt a Santa Isabel hegy gleccserének olvadékából származik, a belőle eredő Otún folyón keresztül fontos szerepet játszik a megyeszékhely, Pereira vízellátásában. A tó hossza körülbelül 1900, szélessége 700 méter, összterülete 1,5 km². Környezetére a páramo ökoszisztéma jellemző.

## Turizmus
A tó nem számít könnyű túracélpontnak, csak gyalogosan vagy hátasállaton közelíthető meg. Az egyik ajánlott útvonal délnyugati irányból indul a Pereirától 21 km távolságra található El Cedralból az Otún folyó völgyében. La Pastora innen mintegy 6 km-re van, az út nagyrészt köves talajú gyalogút, néhol egy kis vízen kell áthaladni. Itt egy kis fahídon átkelve egy patakon erősebb emelkedő kezdődik. A Peña Bonitánál egy betonhíd és egy útjelző található, majd újabb betonhíd és újabb útjelző következik, ami után egy csaknem függőleges hegyoldalon kell felmásznunk. Innen ismét köves talajú út vezet El Jordán irányába, amit újabb tábla mutat, ezután pedig El Bosque következik, ami a helyszínt meglátogató turisták legkedveltebb táborhelyének számít. Az út hátralevő része még elvezet a Lagunilla de Mosquitos nevű kis tó mellett is, mielőtt elérné az Otún-tavat.
A másik lehetőség a megközelítésre a Potosí irányából történő, mintegy 3–4 órás gyaloglás, illetve tervben van egy út kiépítése, amelyen keresztül Santa Rosából könnyen megközelíthetővé válik a tó.